# Лафферти, Дэниел
Дэниел Лафферти (англ. Daniel Lafferty, род. 1 апреля 1989, Лондондерри) — североирландский футболист, защитник клуба «Дерри Сити». Также играет за национальную сборную Северной Ирландии.

## Спортивные достижения
Родился 1 апреля 1989 года в городе Дерри, Северная Ирландия, Великобритания. Воспитывался в школе клуба «Селтик». Взрослую футбольную карьеру начал в 2010 году в основной команде клуба «Селтик».
В 2010 году попал в заявку основной команды из Глазго, однако, за весь чемпионат на поле так ни разу не вышел. В том же 2010 году дебютировал во взрослой лиге в составе шотландской команды «Эр Юнайтед», где играл на условиях аренды.
В 2010 году Лафферти получил статус свободного агента и заключил контракт с родным клубом «Дерри Сити», где отыграл два матча за первенство Ирландии.
В начале 2012 года стал игроком английской команды «Бернли» на чемпионате Ирландии по футболу. Не сумев стать стабильным игроком основного состава, в 2015 году Лафферти арендовал «Ротерем Юнайтед», а затем «Олдем Атлетик».
По завершении срока последней аренды, Лафферти весной 2016 года вернулся в состав «Бернли». В мае 2016 года был включён в предварительную расширенную заявку сборной на участие в финальной части чемпионата Европы 2016 года.

## Выступления за сборные
В 2005 году присоединился к составу молодёжной сборной Северной Ирландии. На молодёжном уровне сыграл два официальных матча.
В 2008 году дебютировал в официальных матчах в составе национальной сборной Северной Ирландии. До настоящего времени провёл в форме главной команды страны 16 матчей.

## Титулы и достижения
- Владелец Кубка Ирландии
- Обладатель кубка «Дерри Сити» (2012 г.)